# Rietberg
Rietberg je město v zemském okrese Gütersloh v německé spolkové zemi Severní Porýní-Vestfálsko. Leží na Emži, asi 10 km jižně od Güterslohu a 25 km severozápadně od Paderbornu, v regionu Ostwestfalen-Lippe. Žije zde přibližně 30 tisíc obyvatel.